# アーマー・シティ・バンブリッジ・アンド・クレイガヴォン
座標: 北緯54度21分04秒 西経6度29分31秒 / 北緯54.351度 西経6.492度
アーマー・シティ・バンブリッジ・アンド・クレイガヴォン(英語：Armagh City, Banbridge and Craigavon)は、イギリスの北アイルランド南東部の行政区。
中心都市はクレイガヴォン。
2015年の人口は20万7797人、面積は1346.87km2、人口密度は154.3人/km2。
2015年4月1日に、アーマー市とバンブリッジ区、クレイガヴォン区の大部分が合併して「アーマー・バンブリッジ・アンド・クレイガヴォン」が設置された。
2016年2月24日に名前に「シティ」が追加された。

## 人口
- 2001年6月30日：17万6000人
- 2011年6月30日：20万298人
- 2016年6月30日：20万7797人

## 隣接行政区
- 北：ネイ湖
- 北東：リスバーン・アンド・カースルレー
- 東～南：ニューリー・モーン・アンド・ダウン
- 南西～西：モナハン県
- 北西：ミッド・アルスター

## 地理
バン川上流に位置し、ネイ湖の南岸を占める。

## 帰属意識・宗教
2011年の調査では、住民の帰属意識は以下のようになった。
- 50.5%…イギリス人
- 28.9%…北アイルランド人
- 25.2%…アイルランド人
- 4.6%…その他
- 1.3%…イングランド人、スコットランド人、ウェールズ人

信仰は以下のようになった。
- 51.7%…プロテスタント、その他のキリスト教
- 43.0%…カトリック
- 5.3%…その他、無宗教